# کاگنیکس
کاگنیکس (انگلیسی: Cognex) شرکت سخت‌افزار آمریکایی است، که در سال ۱۹۸۱ تأسیس شد.